# Gens Vibia

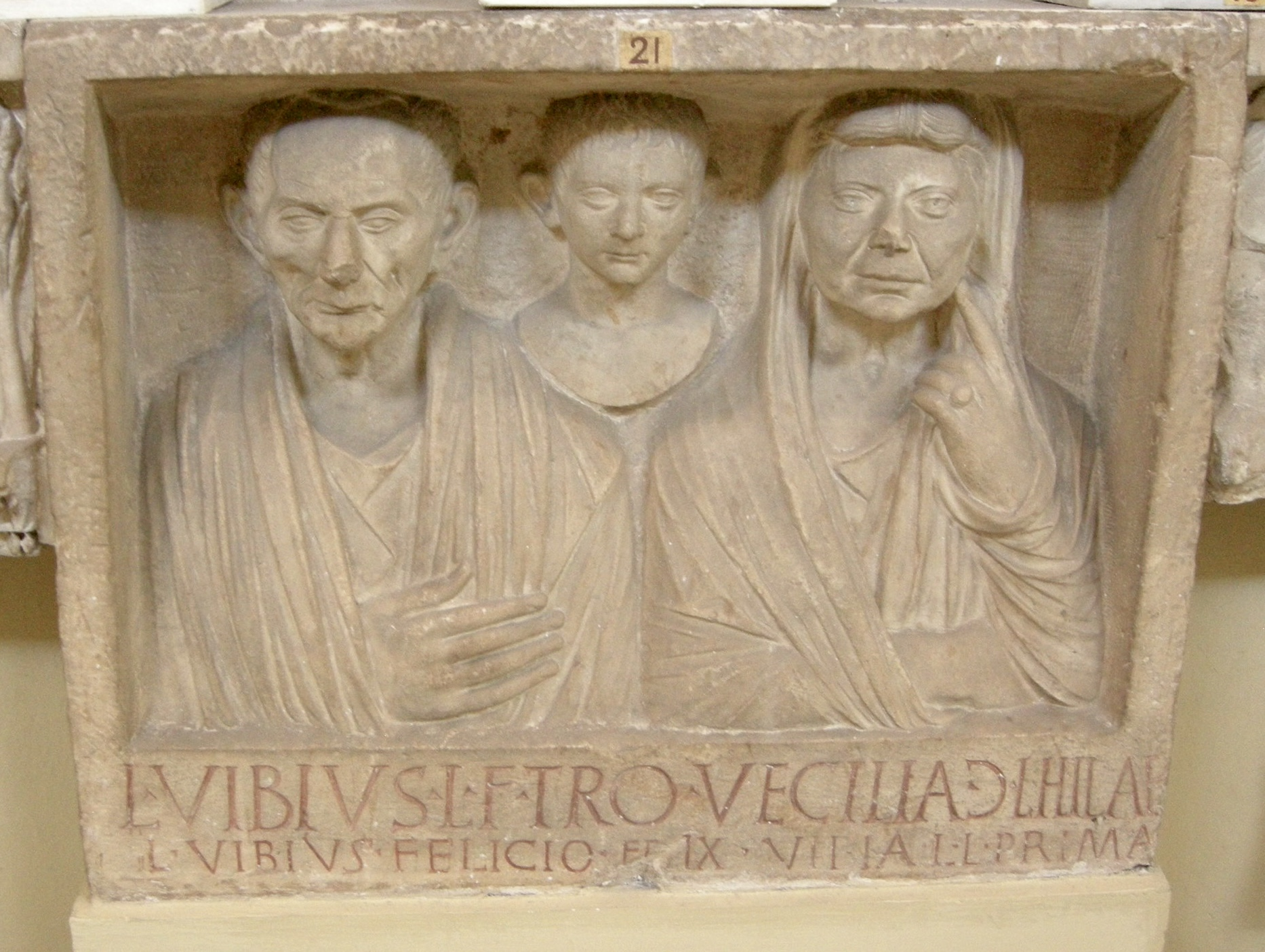
Rilievo funerario dei vibii, fine del I secolo a.C.. Musei Vaticani

La gens Vibia era una famiglia plebea nell'antica Roma.
Sebbene gli individui di nome Vibio appaiano nella storia durante il periodo della seconda guerra punica, nessun membro di questa gens viene trovato a Roma fino all'ultimo secolo della Repubblica.
Il primo dei Vibii ad ottenere il consolato fu Gaio Vibio Pansa nel 43 a.C., e da allora fino al periodo imperiale i Vibii occuparono regolarmente gli uffici più alti dello stato romano.
Gli imperatori Treboniano Gallo e Volusiano rivendicarono ciascuno una discendenza dalla famiglia.

## Origini
Il nomen Vibius è un cognome patronimico, derivato dal praenomen Vibius, che doveva appartenere a un antenato della gens. Il nome è generalmente considerato un praenomen osco e si trova diffusamente in Campania, ma era usato anche nel Lazio e compare a Roma da un periodo molto precoce, essendo usato dai patrizi Sestii e occasionalmente dai membri di alcune famiglie plebee di spicco.

## Membri illustri della gens
- Gaio Vibio Pansa, Console della Repubblica romana
- Gaio Vibio Rufo, Console e Curator dell'impero Romano
- Gaio Vibio Rufino, console suffetto
- Vibio Sequestre, scrittore del IV o V secolo